# عمود التوازن

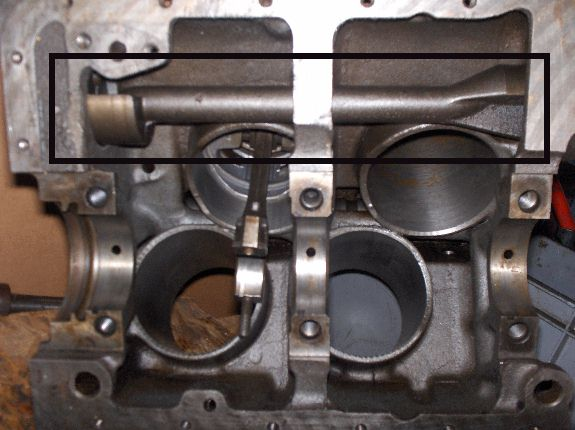
عمود التوازن في محرك فورد تاونوس V4.

أعمدة التوازن (بالإنجليزية: Balance shaft) تُستخدم في محركات المكبس لتقليل الاهتزاز عن طريق إلغاء القوى الديناميكية غير المتوازنة. تحتوي أعمدة التوازن المعاكسة على أوزان آلية لامركزية وتدور في الاتجاه المعاكس لبعضها البعض، مما ينتج عنه قوة رأسية صافية.
اُخترع عمود التوازن وسُجلت براءة اختراعه من قبل المهندس البريطاني فريديريك لانكستر في عام 1907. ويشيع استخدامه في المحركات ذات الأربع أسطوانات المتتالية ومحركات V6 المستخدمة في السيارات والدراجات النارية.

## نظرة عامة

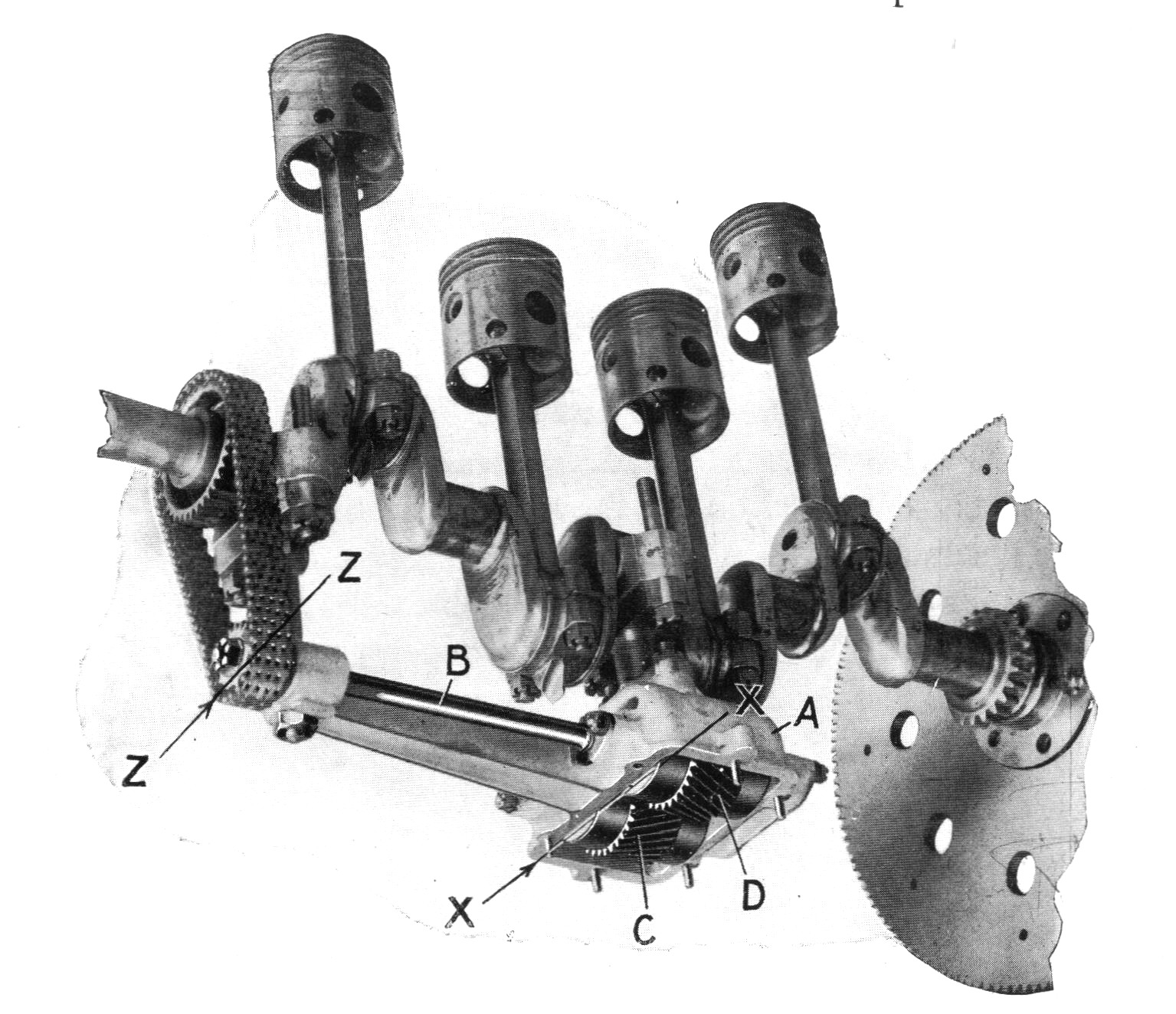
موازن القوة الرأسية لانشستر. الكتل اللامركزية موسومة "C" و"D".

مبدأ تشغيل نظام عمود التوازن هو أن عمودين يحملان أوزانًا لامركزية متطابقة يدوران في اتجاهين متعاكسين بسرعة ضعف سرعة المحرك. تعمل مرحلة الأعمدة بحيث تلغي قوى الطرد المركزي الناتجة عن الأوزان القوى الرأسية من الدرجة الثانية (عند ضعف عدد دورات المحرك في الدقيقة) الناتجة عن المحرك. القوى الأفقية الناتجة عن أعمدة التوازن متساوية ومتعاكسة، وبالتالي تلغي بعضها البعض.
لا تقلل أعمدة التوازن من الاهتزازات التي يتعرض لها العمود المرفقي.

## التطبيقات

### محركات ذو أسطوانتين
استخدمت العديد من محركات الدراجات النارية - وخاصة المحركات المتوازية ذات الأسطوانتين - أنظمة عمود التوازن، على سبيل المثال، محركات ياماها TRX850 وياماها TDM850 تحتوي على عمود مرفقي بزاوية 270 درجة مع عمود توازن. يتمثل النهج البديل، كما هو مستخدم في بي إم دبليو جي اس بارليل توين، في استخدام قضيب توصيل "وهمي" يحرك ثقلًا موازنًا مفصليًا.

### محركات ذو أربع أسطوانات

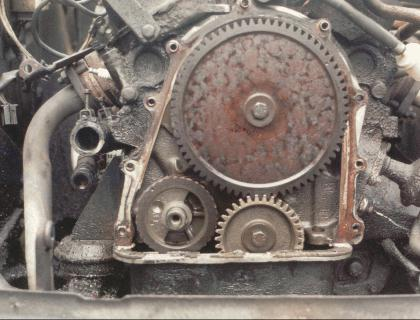
تروس توقيت الصمامات في محرك فورد تاونوس V4. عمود التوازن يعمل بواسطة الترس الصغير على اليسار (الترس الكبير مخصص لعمود الحدبات، مما يؤدي إلى دورانه بنصف سرعة عمود المرفق).

غالبًا ما تُستخدم أعمدة التوازن في المحركات المضمنة ذات الأربع أسطوانات، لتقليل اهتزاز الدرجة الثانية (قوة رأسية تتأرجح عند ضعف عدد دورات المحرك في الدقيقة) المتأصل في تصميم المحرك المضمن النموذجي ذي الأربع أسطوانات. يتولد هذا الاهتزاز لأن حركة ذراع التوصيل في المحرك ذي الأربع أسطوانات ذو الإطلاق المتساوي ليست متماثلة خلال دوران العمود المرفقي؛ وبالتالي خلال فترة معينة من دوران العمود المرفقي، لا يتعارض المكبسان الهابط والصاعد تمامًا في تسارعهما، مما يؤدي إلى قوة رأسية صافية مرتين في كل دورة (والتي تزداد تربيعيًا مع عدد الدورات في الدقيقة).
تزداد كمية الاهتزاز أيضًا مع إزاحة المحرك، مما يؤدي غالبًا إلى استخدام أعمدة التوازن في المحركات ذات الأربع أسطوانات المستقيمة التي تبلغ إزاحتها 2.2 لتر (134 بوصة مكعبة) أو أكثر. يتسبب كل من الشوط أو قطر الأسطوانة المتزايد في زيادة الاهتزاز الثانوي؛ فالشوط الأكبر يزيد الفرق في التسارع، والتجويف الأكبر يزيد كتلة المكابس.
حُسن تصميم لانشستر لأنظمة عمود التوازن من خلال ميتسوبيشي أسترون 80، وهو محرك سيارة مضمن ذو أربع أسطوانات قُدم في عام 1975. كان هذا المحرك هو الأول الذي يضع أحد أعمدة التوازن أعلى من الآخر، لمواجهة ازدواج الدوران من الدرجة الثانية (أي حول محور العمود المرفقي) الناتج عن عزم الدوران الناتج عن القصور الذاتي الناجم عن الزيادات والنقصان في سرعة المحرك.
في المحرك المسطح الرباعي، تُلغى القوى بواسطة المكابس التي تتحرك في اتجاهين متعاكسين. لذلك، ليست هناك حاجة إلى أعمدة التوازن في المحركات المسطحة ذات الأربع أسطوانات.

### محركات ذو خمس أسطوانات
تُستخدم أعمدة التوازن أيضًا في المحركات المستقيمة الخماسية مثل GM فورتيك 3700.

### محركات بست أسطوانات
في المحرك المستقيم ذي الست أسطوانات والمحرك المسطح ذي الست أسطوانات، تُوازن قوى التأرجح بشكل طبيعي، وبالتالي لا يلزم وجود أعمدة توازن.
محركات V6 غير متوازنة بطبيعتها، بغض النظر عن زاوية V. أي محرك مضمن يحتوي على عدد فردي من الأسطوانات لديه اختلال أولي، مما يتسبب في حركة تأرجح من طرف إلى طرف. نظرًا لأن كل صف أسطوانات في V6 يحتوي على ثلاث أسطوانات، فإن كل صف أسطوانات يعاني من هذه الحركة. تُستخدم أعمدة التوازن في العديد من محركات V6 لتقليل حركة التأرجح هذه.

### محركات ذات ثماني أسطوانات
أمثلة على ذلك محركا مرسيدس-بنز OM629 وفولفو B8444S.